# Tanti amori
Tanti amori è l'ottavo album del cantante napoletano Raffaello, pubblicato nel 2014, prodotto e distribuito dalla Zeus - Serie Oro con gli arrangiamenti di Francesco Franzese.

## Tracce
1. Te vò sulo 'n'ora
2. Ti voglio bene ma non ti amo
3. Ma se ti stringe
4. Ma che pazzia
5. Dimmi se mi ami
6. Cu' n'ato 'nnammurato
7. Mordi le mie labbra
8. Nun te fà 'mbruglià
9. Amante e 'nnammurato
10. Nun t'ira vasà
11. 'N'ata vota
12. Chi ci sarà (feat. Luca De Vivo)